# Metodi Schatorow

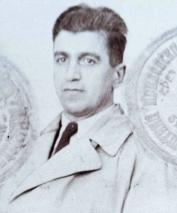
Metodi Schatorow

Metodi Tassew Schatorow (bulgarisch Методи Тасев Шаторов; * 10. Januar 1898 in Prilep; † 4. September 1944 in den Rhodopen) war ein bulgarischer Politiker.

## Leben
Schatorow gehörte 1925 zu den Mitbegründern der Vereinigten Inneren Mazedonischen Revolutionären Organisation (eine Abspaltung von der IMRO aus dem 1925 die unter dem Einfluss der Kommunistischen Internationale stand). Er war außerdem Mitglied der Bulgarischen Kommunistischen Partei. Von 1926 bis 1929 und von 1942 bis 1944 war er Mitglied im Zentralkomitee seiner Partei. Schatorow ging 1929 in die Sowjetunion, wo er bis 1934 lebte und für das Auslandsbüro der Bulgarischen Kommunistischen Partei arbeitete und die Kommunistische Universität der nationalen Minderheiten des Westens absolvierte. In der Zeit von 1937 bis 1939 kämpfte er im Spanischen Bürgerkrieg.
Als im Zweiten Weltkrieg die Vardarska banovina nach dem Jugoslawischen Putsch vom März 1941 und dem darauffolgenden Balkanfeldzug durch die Wehrmacht und italienische Truppen besetzt wurde und im Anschluss die Überlassung der Verwaltung großer Teile Makedoniens an Bulgarien anvertraut wurde, kehrte Schatorow 1941 wieder nach Bulgarien zurück und wurde Führer der Kommunisten in der Vardarska banovina. Als solcher weigerte er sich, die Bulgaren als Besatzer zu definieren, und gliederten ihre Strukturen in der Kommunistischen Partei Bulgariens anstatt wie vom Komintern gefordert in der von Jugoslawien ein. Zusätzlich weigerte er sich, den bewaffneten Kampf gegen die bulgarische Administration dort aufzunehmen. Er bekämpfte vielmehr den großserbischen Chauvinismus und setzte sich laut Vera Aceva für Makedonien als Teil Bulgariens ein. Dieses und die fehlende Unterstützung in der Lokalbevölkerung wird auch als einer der Gründe gesehen, wieso die mazedonische Kommunisten erst durch die Gründung des unter Titos stehenden Bund der Kommunisten Mazedoniens 1943 und vor allem durch die Einsetzung von meist serbischen Partisanen erst ab Anfang 1944 merkbaren Widerstand in der Region aufbauen konnten.
Ab 1943 war Schatorow Kommandeur der Dritten Aufständischen operativen Zone der Bulgarischen Volksbefreiungsarmee. Er fiel 1944 im Kampf mit Polizeieinheiten am Gipfel Milewi skali in den westlichen Rhodopen.